# Taibah Al-Ibrahim
Taibah Al-Ibrahim var en kuwaitisk författare och politiker. Hon uppmärksammades för första gången i början av 1980-talet och skrev främst i science fiction-genren. Under Kuwaitkriget skrev hon i exil i Egypten. 2008 kandiderade hon till det kuwatiska parlamentet. Som politiker förespråkar hon ökad jämställdhet mellan könen och att den kuwaitiska statsapparaten ska skilja på stat och religion. Hon avled 2011.